# 内藤正直
内藤 正直（ないとう まさなお、宝永2年（1705年） - 享保9年閏4月7日（1724年5月29日））は、江戸時代中期の旗本。
信濃国岩村田藩初代藩主内藤正友の三男。2代藩主内藤正敬の弟。母は側室。通称は平八郎。
正徳元年（1711年）10月12日、兄の正敬が家督を相続した際、同国佐久郡1000石（岩村田知行所）を分知され、寄合に列する。ただし治政は全て本藩に依存した。
享保4年（1719年）5月22日、将軍徳川吉宗に拝謁する。享保9年（1724年）没する。享年20。法名は求道。小石川の無量院に葬られた。家督は末期養子となった正甫（内藤正峰の次男）が継いだ。子孫は幕末まで旗本として存続する。